# سكوت ألين ميلر
سكوت ألين ميلر (بالإنجليزية: Scott Allen Miller)‏ هو مقدم برامج إذاعية أمريكي، ولد في 9 أكتوبر 1970.